# Edmund Grassberger
Edmund Grassberger (uváděn též jako Graßberger) (8 ledna 1866 Salcburk – 28. prosince 1946 Salcburk) byl rakousko-uherský admirál. Jako absolvent námořní akademie sloužil u c. k. námořnictva od roku 1884, vystřídal službu na různých lodích, vzdělával se v technických i přírodních oborech a postupoval v hodnostech. Za první světové války operoval jako velitel velkých bitevních lodí na Jadranu a v roce 1917 dosáhl hodnosti kontradmirála. Nakonec byl v letech 1917–1918 velitelem IV. námořní divize a v závěru existence monarchie byl penzinován v hodnosti viceadmirála (1918).

## Životopis

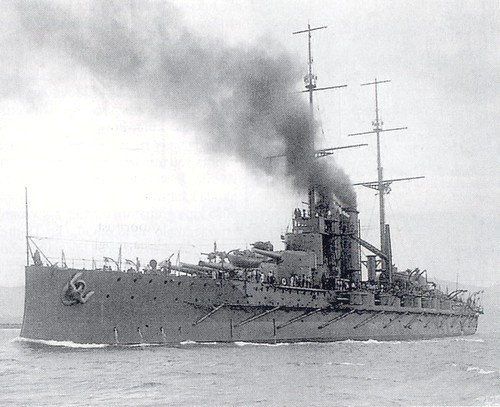
Bitevní loď SMS Viribus Unitis, vlajková loď kapitána Grassbergera v letech 1914–1915

Byl synem praktického lékaře dr. Karla Grassbergera (1836–1881). Studoval na gymnáziu v rodném Salcburku a v letech 1881–1884 pokračoval ve studiu na C. k. námořní akademii v Rijece. K námořnictvu vstoupil jako kadet v roce 1884 a další průpravu získal na cvičné lodi SMS Novara (1886–1887). V roce 1888 získal hodnost praporčíka a absolvoval důstojnický kurz pro obsluhu torpéd na cvičné lodi SMS Alpha (1888–1889). Kromě služby na různých lodích působil také u Hydrografického úřadu v Pule. Jako navigační důstojník sloužil na obrněné lodi SMS Kronprinzessin Erzherzogin Stephanie a křižníku SMS Kaiser Franz Joseph I. (1892–1893). Na korvetě SMS Fasana pod velením kapitána Adamoviće absolvoval v letech 1893–1895 dvouletou zaoceánskou plavbu, která vedla přes Tichý oceán do Indie a Austrálie.
Po návratu byl přidělen k Námořnímu technickému výboru a poté si ještě doplnil vzdělání na Vídeňské univerzitě (1897–1898). Od mládí se zajímal o přírodní obory a na univerzitě navštěvoval přednášky z astronomie a fyziky. Postupoval v hodnostech (poručík II. třídy 1894, poručík I. třídy 1898) a uplatnil se jako velitel menších plavidel typu torpédových člunů. Na křižníku SMS Tiger byl v roce 1902 členem štábu II. divize komodora Julia Becka a poté působil u námořního arzenálu v Pule. V letech 1903–1905 a 1906–1907 byl přednostou IV. oddělení u Námořního technického výboru a mezitím vystřídal důstojnické pozice na větších lodích.

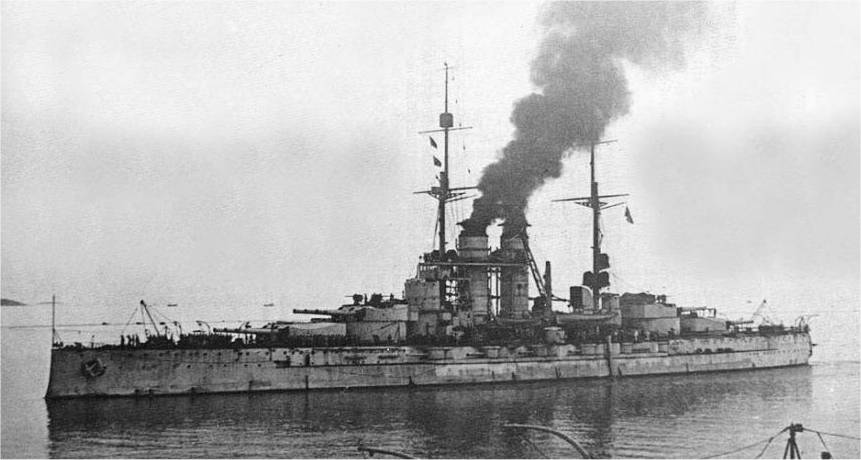
SMS Szent István, vlajková loď kapitána Grassbergera v letech 1915–1917

V hodnosti korvetního kapitána (1. května 1907) byl prvním důstojníkem na křižnících SMS Kaiserin und Königin Maria Theresia, SMS Kaiser Karl VI. a bitevní lodi SMS Árpád (1907–1908). V rámci křižníkové flotily byl v letech 1908–1909 velitelem torpédoborce SMS Turul a další dva roky strávil jako ředitel sekce torpédových člunů u arzenálu v Pule (1909–1911). V této době mu jako staniční plavidlo byla přidělena vyřazená loď SMS Don Juan d'Austria a k datu 1. května 1910 byl povýšen na fregatního kapitána. V létě roku 1911 krátce zastával post šéfa štábu křižníkové flotily admirála Chmelarže na palubě bitevní lodi SMS Sankt Georg. V rámci záložní eskadry byl v letech 1911–1913 velitelem křižníku SMS Aspern a bitevní lodi SMS Erzherzog Friedrich. Mezitím získal hodnost kapitána řadové lodi (1. května 1912) a poté byl velitelem cvičné lodi SMS Alpha (1913–1914), podílel se také na aktivitách c. k. námořnictva během balkánských válek. 
Na začátku první světové války byl v srpnu 1914 jmenován velitelem bitevní lodi SMS Erzherzog Karl, ale již o dva týdny později převzal velení významnější lodi SMS Viribus Unitis, která byla vlajkovou lodí celého loďstva. Koncem roku 1915 se stal velitelem zcela nově postavené bitevní lodi SMS Szent István, která byla zařazena do I. eskadry a operovala na Jadranu. V březnu 1917 byl na vlajkové lodi SMS Habsburg jmenován velitelem IV. divize s dočasnou hodností komodora. K datu 1. května 1917 byl povýšen na kontradmirála. V lednu 1918 byl bez bližšího zařazení přeložen ke sborovému námořnímu velitelství v Pule a od dubna 1918 zastával méně významný post velitele arzenálu v Pule. Těsně před zánikem monarchie obdržel hodnost viceadmirála (1. listopadu 1918) a k datu 31. prosince 1918 byl penzionován.
Po odchodu do výslužby se usadil v rodném Salcburku, kde dožil v soukromí. Byl dvakrát ženatý, z prvního manželství s učitelkou Paulou Demmelovou (1865–1914) měl tři dcery. 

## Řády a vyznamenání
Během služby u námořnictva se stal nositelem řady ocenění v Rakousku-Uhersku i v zahraničí.

### Rakousko-Uhersko
- Jubilejní pamětní medaile (1898)
- Vojenská záslužná medaile (1906)
- Vojenský jubilejní kříž (1908)
- Služební odznak pro důstojníky III. třídy (1909)
- Vojenský záslužný kříž (1911)
- Mobilizační kříž (1913)
- Řád železné koruny III. třídy s válečnou dekorací (1917)
- Karlův vojenský kříž (1917)
- rytířský kříž Leopoldova řádu s válečnou dekorací (1918)

### Zahraničí
- důstojnický kříž Řádu italské koruny (1906, Itálie)
- Řád knížete Danila I. II. třídy (1914, Černá Hora)
- Železný kříž II. třídy (1917, Německo)
- Válečná medaile (1918, Osmanská říše)
- Stříbrná medaile řádu Imtiaz (1918, Osmanská říše)